# Theridion hufengensis
Theridion hufengensis là một loài nhện trong họ Theridiidae.
Loài này thuộc chi Theridion. Theridion hufengensis được miêu tả năm 2005 bởi Guo Tang, Chang-Min Yin & Peng.